# Maple Hill (Iowa)
Maple Hill est une communauté non constituée en municipalité, du comté d'Emmet en Iowa, aux États-Unis. La ville est fondée en 1899.
Le bureau de poste est inauguré en 1890 et fermé en 1978,.

## Source de la traduction
- (en) Cet article est partiellement ou en totalité issu de l’article de Wikipédia en anglais intitulé « Maple Hill, Iowa » (voir la liste des auteurs).